# Bundesstraße 19
Die Bundesstraße 19 (Abkürzung: B 19) führt, beginnend bei Eisenach im Westen Thüringens, quer durch Südthüringen und Franken nach Südwesten bis nach Baden-Württemberg und über die Schwäbische Alb zurück nach Bayern, durch das bayerische Oberschwaben und das Allgäu, wo sie in den Allgäuer Alpen an der österreichischen Grenze endet.

## Geschichte
Die heutige Bundesstraße 19 wurde bereits um 1780 zwischen Meiningen und Würzburg zur Chaussee Würzburg–Meiningen ausgebaut. Sie führte in heute noch erhaltenen schnurgeraden Abschnitten durch das Hügelland westlich an der ehemaligen Reichsstadt Schweinfurt vorbei.
1815–1816 wurde die Hall-Gaildorfer-Straße gebaut.

## Frühere Strecken und Bezeichnungen
Die heutige Bundesstraße 19 durchquert zahlreiche ehemals selbstständige Länder, in denen die Straßenbezeichnung höchst unterschiedlich war. Im Kurfürstentum Hessen, das die Exklave Schmalkalden besaß, wurde die 1831 als Hauptstraße erster Klasse eingeordnete Straße als Meiningensche Straße bezeichnet. Die bayerischen Staatsstraßen wurden ihrem Anfangsort entsprechend nummeriert: Staatsstraße Nr. 141: Ulm–Kempten–Vils und Staatsstraße Nr. 149: Würzburg–Werneck–Meiningen.
Die 1932 eingerichtete Fernverkehrsstraße 19 (FVS 19), 1934 in Reichsstraße 19 (R 19) umbenannt, führte ebenso wie die heutige Bundesstraße von Eisenach zum Kleinen Walsertal. Die einzige Abweichung zur heutigen Streckenführung bestand darin, dass die Reichsstraße bis etwa 1937 über Bad Kissingen führte. Der Umweg über Bad Kissingen wurde ab 1937 den Reichsstraßen 286 und 287 zugeordnet.

## Verlauf

### Thüringen

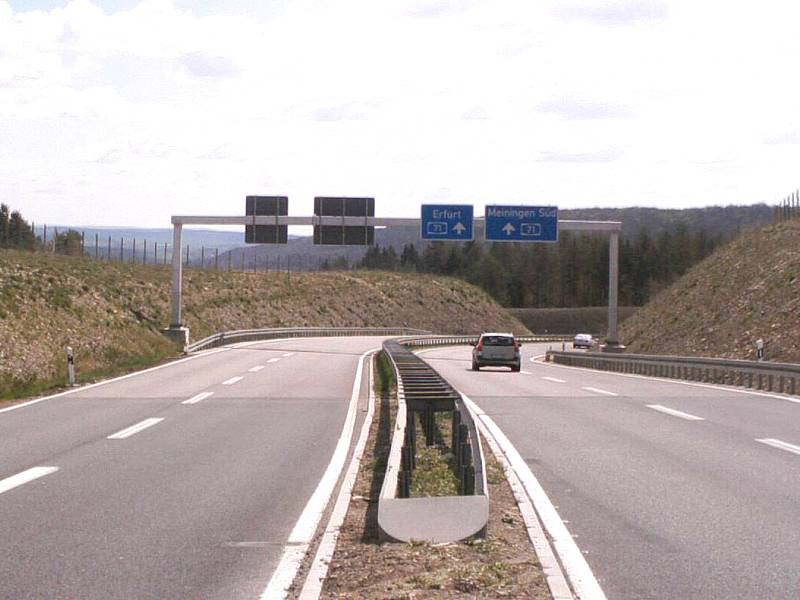
Einmündung der B 19 in die BAB 71 an der AS Meiningen-Nord

Die Bundesstraße 19 beginnt seit der Verlegung der Bundesautobahn 4 ab dem 9. Januar 2010 im Gebiet der Gemeinde Krauthausen bei Eisenach, unmittelbar an der Anschlussstelle Eisenach-West der A 4 und nutzt im Stadtgebiet von Eisenach die ehemalige Trasse dieser Autobahn als Kraftfahrstraße. Von Eisenach-Weststadt verläuft die B 19, gemeinsam mit der B 84 zur Anschlussstelle Eisenach-Oststadt. Dort verlassen die beiden Bundesstraßen die alte Autobahntrasse, die als Bundesstraße 88 weiter nach Wutha-Farnroda führt.
Nach Verlassen der Autobahntrasse durchquert die B 19 wie bisher das Innenstadtgebiet von Eisenach in südlicher Richtung und führt unter anderem an der berühmten Wartburg vorbei in den Naturpark Thüringer Wald. Nach 22 Kilometern stößt sie bei Barchfeld auf den Oberlauf der Werra. Von hier aus wird sie unter Einbezug der seit den 1990er Jahren neuentstandenen Ortsumgehungen bis nach Meiningen (52 km) geführt. Zwischen Barchfeld und Niederschmalkalden wird die vorbereitete Trasse der nie fertiggestellten Reichsautobahn Strecke 85 genutzt. In Meiningen biegt sie dann seit Ende 2005 auf die ehemalige Bundesstraße 280 zur Anschlussstelle Meiningen-Nord der neugebauten Bundesautobahn 71 ab.
Nach Fertigstellung der A 71 wurde der Streckenabschnitt der B 19 zwischen Meiningen und Werneck zu Landes-, Staats- und Kreisstraßen abgestuft und durch die Autobahnen 71 und 70 ersetzt (siehe: erfolgte Änderungen).

### 2007 abgestufte Teilstrecke zwischen Meiningen und Werneck
Bis Anfang der 1970er Jahre verlief die B 19 mitten durch die historische Altstadt von Meiningen und wurde seitdem östlich um diese herumgeführt. Im Jahr 1991 wurde die Ortsumgehung Henneberg wegen stark gestiegenen Verkehrsaufkommen gebaut, nachdem im Zuge der Wiedervereinigung Deutschlands der südlich des Ortes liegende Grenzübergang Eußenhausen/Meiningen (Kleiner Grenzverkehr) zwischen Thüringen und Bayern für den allgemeinen Verkehr geöffnet wurde. Auch in den 1990er Jahren wurde die B 19 in Mellrichstadt innerörtlich  verlegt. Insbesondere die Ortsdurchfahrten von Mellrichstadt bis Bad Neustadt an der Saale waren sehr eng, weswegen in den 1990er und 2000er Jahren mehrere Ortsumfahrungen wie Oberstreu und Mittelstreu gebaut wurden. In Bad Neustadt an der Saale wurde die B 19 in den 1970er Jahren zu einer Stadtumfahrung ausgebaut. Bis zum Ausbau bei Münnerstadt führte die B19 über die sogenannte alte „Schindbergstraße“. Erst in den 1970er Jahren erfolgte der Ausbau südöstlich der Stadt.
Der Bereich der ehemaligen B 19 zwischen der Einmündung B 287 bei Nüdlingen und dem Gasthaus „Schwarze Pfütze“ bei Rottershausen wird noch heute in der einheimischen Bevölkerung als „Langes Schiff“ bezeichnet, da die ehemalige B 19 hier über mehrere Kilometer schnurgerade und ausgebaut verläuft und dieser Streckenabschnitt in der Vergangenheit mehrmals zu tödlichen Verkehrsunfällen durch Raser geführt hat. Dort kreuzte zudem bis in die 1980er Jahre eine Versorgungsstrecke der US-Armee, die nahe Reiterswiesen bei Bad Kissingen stationiert war. Bei Rottershausen lag ein ehemaliges Munitionsdepot der deutschen Wehrmacht, das nach 1945 noch von der US-Armee genutzt wurde. Die Verbindungsstraße der US-Armee führte dorthin und sorgte immer wieder für Unfälle an der Kreuzung mit der B 19. Nach Abstufung der B 19 zu einer Kreisstraße und dem endgültigen Abzug der US-amerikanischen Streitkräfte hat sich der Unfallschwerpunkt entschärft.
Bis zum Bau einer Umgehung in den 1960er Jahren durchlief die B 19 die Ortschaften Poppenhausen (Kreuzung mit B 286) und Kronungen (Landkreis Schweinfurt). Schweinfurt war bei Niederwerrn durch eine alte Anbindung und später durch einen vierstreifigen Neubau der B 303 mit der B 19 verbunden. Die Ortsdurchfahrt Geldersheim war sehr eng und führte direkt mit zwei Kurven an der Kirche vorbei.

### Bayern und Baden-Württemberg
Erst an der BAB 70 Abfahrt Werneck beginnt heute die eigentliche B 19 wieder. Im Ortsbereich Werneck war die B 19 gemeinsame Ortsdurchfahrt mit der von Karlstadt kommenden B 26 Richtung Schweinfurt. Die Route B 19 – B 26 stellt auch heute noch die kürzeste Verbindung vom Südrand der Rhön (Bad Neustadt/Saale) an den Main (Karlstadt) dar. Werneck stellte stets ein Verkehrsproblem dar, weshalb es nun seit einigen Jahren eine Umfahrung gibt.

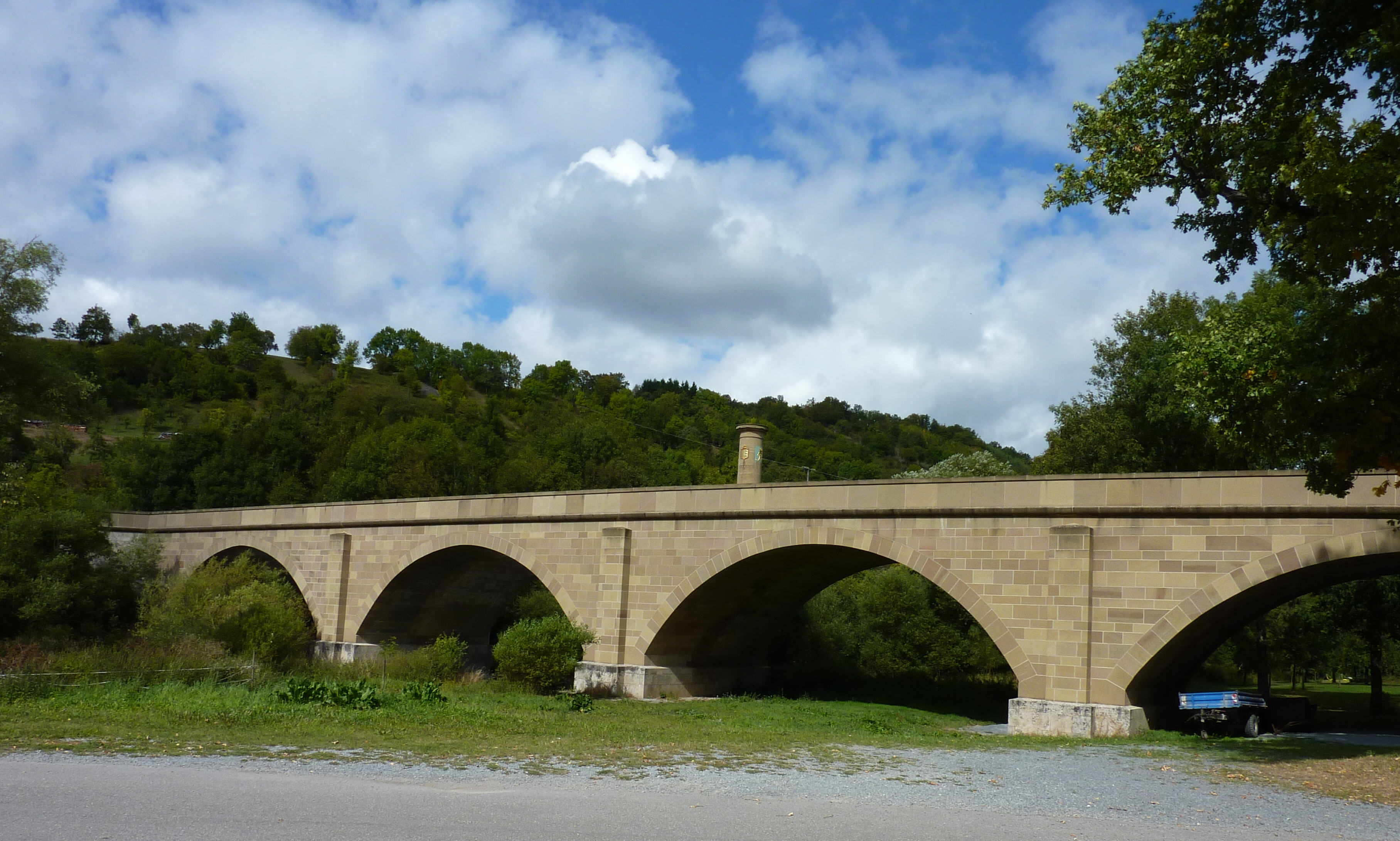
Auf der historischen Brücke überquert die B 19 die Jagst in Hohebach

Von der Abfahrt Werneck der A 70 kommend führt sie nun zwischen der Bundesautobahn 7 (Flensburg bis Allgäu) und dem Main durch fränkisches Kernland bis Würzburg (158 km). Siehe auch Stadtring Süd (Würzburg). Hinter Würzburg kreuzt sie die Bundesautobahn 3 (Niederlande–Passau) und stößt bei Kilometer 189 auf die Landesgrenze zu Baden-Württemberg. In Bad Mergentheim überquert die Straße das Taubertal und führt als „Schwäbische Dichterstraße“ nach Künzelsau im Kochertal. Der Aufstieg zur Hohenloher Ebene wurde 2010 bis zur neuen westlichen Ortsumgehung von Gaisbach verlängert. Der Verkehr wurde bereits am 16. August auf die Umgehung umgelegt, der offizielle Freigabeakt wurde am 6. September nachgeholt. Ab der Bundesautobahn 6 verläuft die B 19 gemeinsam mit der Bundesstraße 14 durch die Salz- und Münzstadt (Heller) Schwäbisch Hall (257 km), um sich westlich davon wieder zu trennen. Um die Stadt vom Durchgangsverkehr beider Bundesstraßen zu entlasten, wurde bis 2012 die „kleine Westumfahrung“ gebaut. Diese nordwestlich der Stadt über die Hohenloher Ebene verlaufende sieben Kilometer lange Umgehung wird allerdings nicht vom Bund erstellt, sondern als K 2576 vom Landkreis gebaut.
Weiter geht es den Kocher entlang auf die Schwäbische Alb durch Aalen (317 km) und Heidenheim (339 km). Bolheim wird im Osten umfahren, nach vier Kilometern regelt eine Ampel außerorts den Verkehr und die ehemalige Straßenführung wird durch eine Neubaustrecke mit einem 205 m langen Tunnel ersetzt, der das in zwei Teile gespaltene Herbrechtingen durch einen kleinen Stadtpark miteinander verbindet. Nach weiteren vier Kilometern wird die Bundesstraße 19 nun für siebzehn Kilometer zwischen den Ausfahrten Giengen und Langenau durch die Bundesautobahn 7 ersetzt. Die Bundesautobahn 7 und die Bundesautobahn 8 führen den Verkehr über das Kreuz Ulm-Elchingen, bis die Bundesstraße 19 an der Anschlussstelle Ulm-Ost wieder neu beginnt.  Nach weiteren fünfzehn Kilometern erreicht die Straße Ulm bei Streckenkilometer 379. Nun endet die Bundesstraße 19 vorübergehend, bevor die Donau nach Neu-Ulm überquert wird. Hier ist die Bundesstraße 19 auch wieder nach Bayern zurückgekehrt.

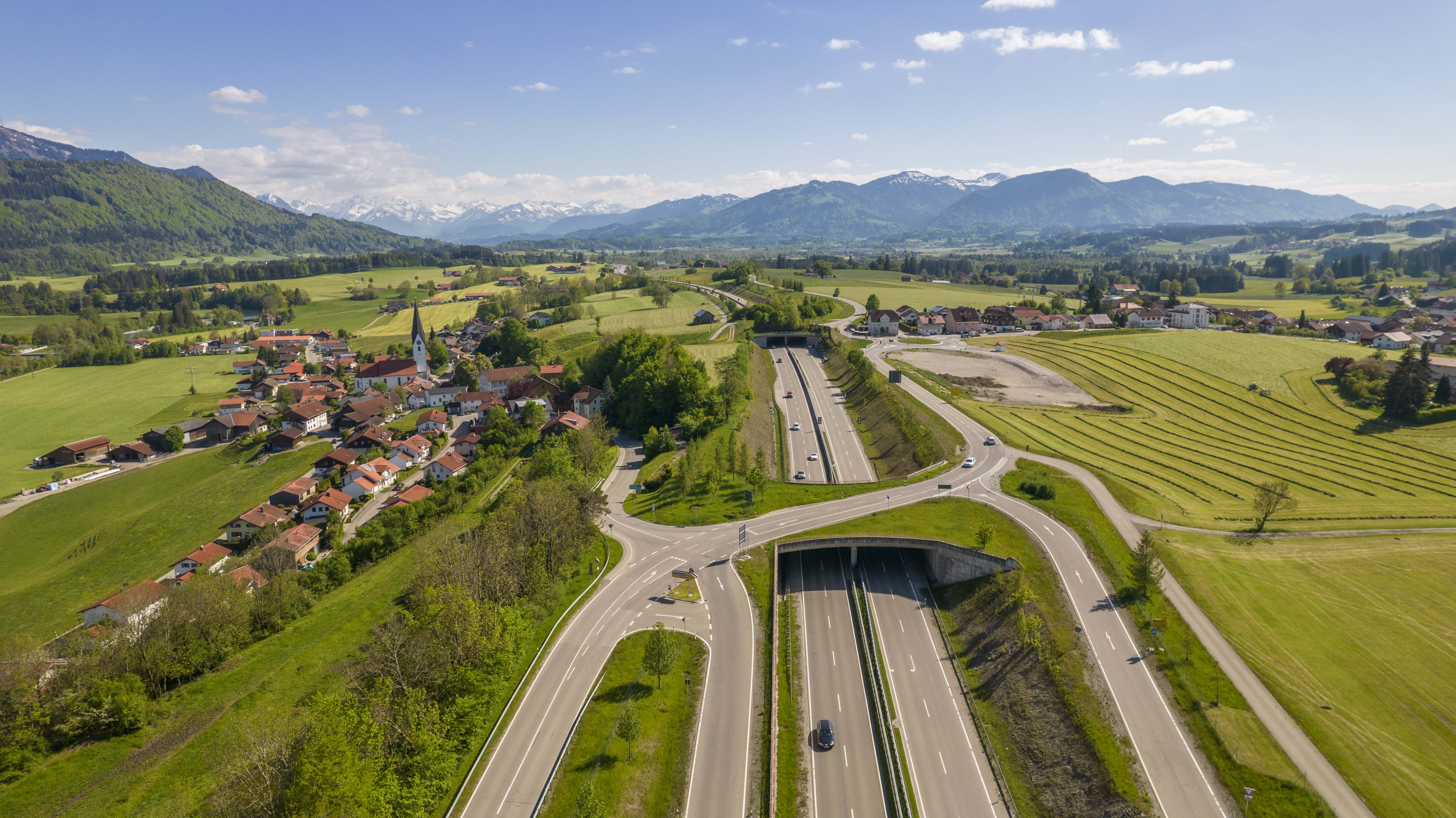
B19 bei Martinszell im Allgäu

Seit dem Bau der Bundesautobahn 7 hierher wurde die alte Bundesstraße 19 zur Staatsstraße 2031 herabgestuft und führt als solche entlang des Flusses Iller nach Memmingen (445 km) und weiter nach Kempten (Allgäu) (480 km). Hier biegt die Bundesautobahn 7 nach Osten ab und die Bundesstraße 19 ist wieder wie vorher Bundesstraße. Von hier führt sie in südlicher Richtung in die Allgäuer Alpen. Über Immenstadt (501 km), Sonthofen (508 km) und an Oberstdorf vorbei (518 km) führt die Bundesstraße 19 noch sechs Kilometer bis zur österreichischen Grenze an der Walserschanz. Als österreichische Kleinwalsertalstraße (B 201) führt sie weiter durch das Kleinwalsertal, das deutsches Zollanschlussgebiet ist, und endet dort in Baad.

### Streckenlänge
Die Gesamtstreckenlänge der Bundesstraße 19 liegt bei 524 Kilometern, wovon aber die Strecke, auf der sie zur Bundesautobahn hochgestuft (17 km) oder zur Landesstraße herabgestuft (etwa 101 km) ist, abzuziehen wäre.

## Ausbauzustand

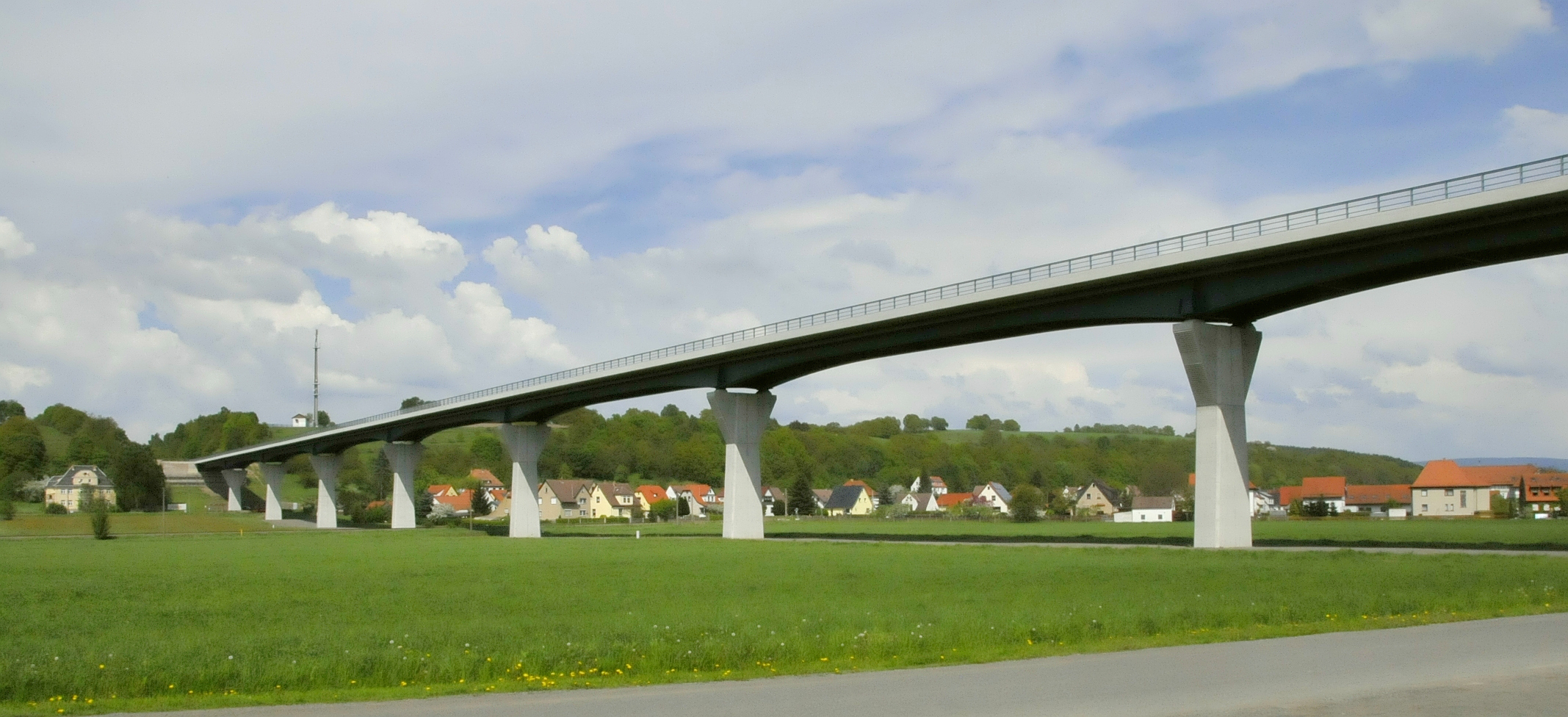
Schmalkaldetalbrücke der B 19 bei Niederschmalkalden

Im Stadtgebiet von Eisenach gehört ein ehemaliger Abschnitt der Autobahn 4 (ehemalige Anschlussstellen Eisenach-West bis Eisenach-Ost) zur B 19. Zwischen Barchfeld und Meiningen wird die Strecke zurzeit mit kreuzungsfreien Ortsanbindungen ausgebaut. Dazu nutzt man weitestgehend die Trasse der ehemals im Bau befindlichen Reichsautobahn-Strecke 85, die nach den damaligen Planungen Eisenach mit Bamberg verbinden sollte. Die Ortsumgehungen von Barchfeld, Breitungen, Fambach, Niederschmalkalden mit der 2013 fertiggestellten Talbrücke über die Schmalkalde und Schwallungen sind bereits fertiggestellt. Von Wasungen bis Walldorf (Meiningen) nördlich von Meiningen ist die B 19 bereits vierstreifig ausgebaut. In Planung ist die östliche Ortsumgehung von Wasungen. Dazu soll die Burgruine Maienluft untertunnelt werden.
Im Raum Würzburg ist die B 19 zwischen den Autobahnen A 7 und A 3 fast durchgehend vierstreifig ausgebaut. Es war geplant, diesen Streckenabschnitt als Stadtautobahn A 713 auszubauen, diese Pläne wurden jedoch verworfen. Aufgrund der fehlenden Westumgehung Würzburgs (A 81 – Autobahndreieck Würzburg-West und A 70 – Autobahnkreuz Schweinfurt/Werneck) findet dieser Streckenabschnitt gerne als Abkürzung des Autobahnkreuz Biebelried Verwendung. Mittlerweile ist der Durchgangsverkehr für LKWs auf der B 19 zwischen den beiden Autobahnen untersagt. Zwischen der Autobahnanschlussstelle Würzburg-Estenfeld und der B 19 Abfahrt Lengfeld ist die Bundesstraße beidseitig Kraftfahrstraße ohne Geschwindigkeitsbeschränkung. Im weiteren Verlauf bis zur Stadtgrenze Würzburg ist sie für Radfahrer und Kleinkrafträder gesperrt. Zwischen Waltenhofen und Sonthofen ist die Bundesstraße ebenfalls vierstreifig ausgebaut. Dieses Teilstück war früher als A 985 geplant.

## Planungen
- Fischen mit Entlastungstunnel[9]
- Ortsumfahrung Langenwang[10]

## Erfolgte Änderungen
Im Zuge der Eröffnung der A 71 wurden 2007 folgende Änderungen durchgeführt:
- Meiningen–Landesgrenze Thüringen: Abstufung zur Landesstraße L 3019
- Landesgrenze Bayern–Münnerstadt: Abstufung zur Staatsstraße St 2445
- Münnerstadt–Einmündung der Bundesstraße 287: Wird zur B 287
- Einmündung der Bundesstraße 287–Einmündung der Bundesstraße 286: Abstufung zur Staatsstraße St 2445
- Einmündung der Bundesstraße 286–Poppenhausen: Wird zur B 286
- Poppenhausen – Euerbach: Abstufung zur Kreisstraße
- Euerbach – Autobahnanschluss Werneck: Abstufung zur Staatsstraße

2009 wurde der Neubau der Bundesstraße 19 als vierstreifigen Kraftfahrstraße zwischen Waltenhofen und Immenstadt fertiggestellt. Der Straßenverlauf von Thanners bis Immenstadt wurde mit einer 254 m langen Brücke auf die östliche Illerseite verlegt. Die ehemalige Bundesstraße 19 auf dem Immenstädter Gemeindegebiet westlich der Iller wurde zur Kreisstraße (OA 5) herabgestuft. Ein Streckenabschnitt zwischen Immenstadt und Sonthofen war bereits seit 1968 vierstreifig ausgebaut.
Im Zuge der Anfang 2010 erfolgten Nordverlegung der A 4 im Raum Eisenach verlängerte sich die B 19 um ein Teilstück der bisherigen A 4.